# Liste der denkmalgeschützten Objekte in Thalheim bei Wels
Die Liste der denkmalgeschützten Objekte in Thalheim bei Wels enthält die 14 denkmalgeschützten, unbeweglichen Objekte der Gemeinde Thalheim bei Wels in Oberösterreich (Bezirk Wels-Land).

## Denkmäler
| Foto |                 | Denkmal | Standort                                               | Beschreibung | Metadaten |
| ---- | --------------- | --- | ------------------------------------------------------ | --- | --- |
| ja   | Datei hochladen | Burgstall der Herren von Aiterbach HERIS-ID: 57341 Objekt-ID: 67293                                                     | Flur Kirche Maria Schauersberg Standort KG: Aschet     | | BDA-Hist.: Q38076054 Status: Bescheid Stand der BDA-Liste: 2025-06-30 Name: Burgstall der Herren von Aiterbach GstNr.: 361/1, 361/2, 363, 373                                                                      |
| ja   | Datei hochladen | Eisenbahnbrücke über die Traun HERIS-ID: 70929 Objekt-ID: 84072                                                         | Ascheter Straße Standort KG: Aschet                    | Die 121 Meter lange Eisenbahnbrücke über die Traun wurde 1893 als Teil der Bahnlinie von Wels nach Grünau im Almtal (Almtalbahn) errichtet. Sie besteht aus einem Eisentragwerk auf steinquaderverkleideten Pfeilern mit innenliegender Gleisanlage und außen abgehängtem Gehsteig. Sie verbindet die Gemeindegebiete von Thalheim und Wels.                                                                                          | BDA-Hist.: Q38126392 Status: Bescheid Stand der BDA-Liste: 2025-06-30 Name: Eisenbahnbrücke über die Traun GstNr.: 342/12, 343 Railway bridge Wels - Thalheim                                                      |
| BW   | Datei hochladen | Römische Fundzone Ploberger Wiesen, Bauteil einer römischen Villa mit Mosaikboden HERIS-ID: 262526seit 2025             | bei Berggasse 4 Standort KG: Aschet                    | | BDA-Hist.: Q135167867 Status: § 9-Feststellung Bodendenkmal Stand der BDA-Liste: 2025-06-30 Name: Römische Fundzone Ploberger Wiesen, Bauteil einer römischen Villa mit Mosaikboden GstNr.: 22/1                   |
| ja   | Datei hochladen | Wallfahrtskirche, Kath. Filialkirche Mariä Himmelfahrt und Kirchhofmauer HERIS-ID: 52534 Objekt-ID: 59597               | neben Wallfahrtstraße 1 Standort KG: Aschet            | Die Wallfahrtskirche Maria Schauersberg wurde in der zweiten Hälfte des 15. Jahrhunderts an der Stelle einer Kapelle als zweischiffige, spätgotische Kirche mit Choranschluss und Westtürmchen errichtet. Der Hochaltar aus der Mitte des 17. Jahrhunderts wurde rund 100 Jahre später zum heutigen Gnadenaltar umgebaut und beherbergt ein hölzernes Gnadenbild der Maria mit Jesukind aus dem dritten Viertel des 15. Jahrhunderts. | BDA-Hist.: Q38052120 Status: § 2a Stand der BDA-Liste: 2025-06-30 Name: Wallfahrtskirche, Kath. Filialkirche Mariä Himmelfahrt und Kirchhofmauer GstNr.: .192 Maria Schauersberg                                   |
| ja   | Datei hochladen | Vierzehn-Nothelfer-Kapelle HERIS-ID: 96090 Objekt-ID: 111538                                                            | Aigenstraße 2, in der Nähe Standort KG: Thalheim       | Die Kapelle wurde 1679 von Brückenbaumeister Andreas Klom als gedrückt proportionierter Bau über querrechteckigem Grundriss mit profiliertem Traufgesims und geschwungenem Zeltdach errichtet. Die über der gesamten Front rundbogig über Konglomeratsäulen geöffnete Kapelle beherbergt ein Gemälde von Christus mit den 14 Nothelfern.                                                                                              | BDA-Hist.: Q37767361 Status: § 2a Stand der BDA-Liste: 2025-06-30 Name: Vierzehn-Nothelfer-Kapelle GstNr.: 332/3                                                                                                   |
| ja   | Datei hochladen | Schloss Aigenegg HERIS-ID: 38726 Objekt-ID: 38319                                                                       | Bruckhofstraße 1 Standort KG: Thalheim                 | Der dreigeschoßige Bau mit seinem markanten Eckturm stammt in der heutigen Form aus den Jahren 1910–1913 und ging aus einem Gutshof hervor. Er beherbergte bis 1908 die Brauerei Aigen, später zeitweise eine Schuhfabrik. | BDA-Hist.: Q1267244 Status: Bescheid Stand der BDA-Liste: 2025-06-30 Name: Schloss Aigenegg GstNr.: .46/1 Schloss Aigenegg                                                                                         |
| ja   | Datei hochladen | Marienwarte mit Eingangspavillon HERIS-ID: 98266 Objekt-ID: 114166                                                      | Buchenstraße 10 Standort KG: Thalheim                  | Die Marienwarte ist eine 1892 nach Plänen von B. Kunz auf dem Reinberg errichtete Aussichtswarte in unverputzter Ziegelbauweise. Die Warte besteht aus einem fünfgeschoßigen Rundturm in historisierendem Stil einer romantischen Parkburg und einem Eingangsbau, der als eingeschoßiger Pavillon gestaltet wurde. | BDA-Hist.: Q1898014 Status: § 2a Stand der BDA-Liste: 2025-06-30 Name: Marienwarte mit Eingangspavillon GstNr.: .146 Marienwarte                                                                                   |
| ja   | Datei hochladen | Kath. Pfarrkirche hl. Stephan mit ehem. Friedhof, ehem. Leutpriesterhaus und Portalbau HERIS-ID: 52636 Objekt-ID: 59953 | bei Kirchenstraße 2 Standort KG: Thalheim              | Die gotische Langhauskirche besteht aus einem einjochigen Chor mit 5/8-Schluss aus dem Ende des 14. Jahrhunderts, einem dreischiffigen, dreijochigen Hallenlanghaus aus dem späten 15. Jahrhundert und einem gotischen Turm mit spätgotischem Spitzhelm, wobei die drei Bauteile höhenmäßig gestaffelt liegen. Der Hochaltar stammt aus dem späten 19. Jahrhundert.                                                                   | BDA-Hist.: Q26215044 Status: § 2a Stand der BDA-Liste: 2025-06-30 Name: Kath. Pfarrkirche hl. Stephan mit ehem. Friedhof, ehem. Leutpriesterhaus und Portalbau GstNr.: .76, .75, 208 Pfarrkirche Thalheim bei Wels |
| ja   | Datei hochladen | Pfarrhof HERIS-ID: 59929 Objekt-ID: 71620                                                                               | Kirchenstraße 2 Standort KG: Thalheim                  | Das zweigeschoßige Wohngebäude des Pfarrhofs ist ein Dreiflügelbau aus dem dritten Viertel des 17. Jahrhunderts. Südlich von ihm befindet sich der zugehörige eineinhalbgeschoßige und langgestreckte Wirtschaftstrakt. | BDA-Hist.: Q38089230 Status: § 2a Stand der BDA-Liste: 2025-06-30 Name: Pfarrhof GstNr.: .72 Pfarrhof Thalheim bei Wels                                                                                            |
| ja   | Datei hochladen | Musikschule, ehem. Volksschule HERIS-ID: 98261 Objekt-ID: 114161                                                        | Kirchenstraße 3 Standort KG: Thalheim                  | Die alte Volksschule wurde 1914 nach den Plänen des Baumeisters Stefan Warsch errichtet und diente bis 1966 als Volksschule. Der dreigeschoßige, kubische Baublock mit eingezogener Nordostecke wird von einer nachhistoristisch-secessionistischen Gliederung geprägt, wobei das Erdgeschoß gebändert und die Obergeschoße mittels Riesenlisenen akzentuiert wurden.                                                                 | BDA-Hist.: Q37771740 Status: § 2a Stand der BDA-Liste: 2025-06-30 Name: Musikschule, ehem. Volksschule GstNr.: .156                                                                                                |
| ja   | Datei hochladen | Mairhauser-Kapelle HERIS-ID: 95969 Objekt-ID: 111388                                                                    | neben P.-B.-Rodlberger-Straße 55 Standort KG: Thalheim | Die 1818 gestiftete Kapelle ist ein niedriger Bau über nahezu quadratischem Grundriss mit gekehltem Traufgesims und glockenförmig geschwungenem Zeltdach. Der korbbogig geöffnete Eingang führt zu einem Gemälde aus der Bauzeit, das die Heilige Anna zeigt, die Maria das Lesen lehrt. | BDA-Hist.: Q37767146 Status: § 2a Stand der BDA-Liste: 2025-06-30 Name: Mairhauser-Kapelle GstNr.: 380/2 |
| ja   | Datei hochladen | Johanneskapelle HERIS-ID: 95967 Objekt-ID: 111386                                                                       | Sipbachzeller Straße Standort KG: Thalheim             | Die kleine Kapelle an der Sipbachzeller Straße stammt aus dem späten 18. Jahrhundert und trägt an der Rückwand ein Gemälde der Heiligen Dreifaltigkeit. | BDA-Hist.: Q37767135 Status: § 2a Stand der BDA-Liste: 2025-06-30 Name: Johanneskapelle GstNr.: 191/35 |
| ja   | Datei hochladen | Schloss Traunegg HERIS-ID: 40899 Objekt-ID: 41106                                                                       | Sipbachzeller Straße 5 Standort KG: Thalheim           | Die barocke Anlage der 1730er Jahre besteht aus zwei im rechten Winkel zueinanderstehenden, dreigeschoßigen Trakten mit Mansardendächern. | BDA-Hist.: Q2243754 Status: Bescheid Stand der BDA-Liste: 2025-06-30 Name: Schloss Traunegg GstNr.: 246/2 Schloss Traunegg                                                                                         |
| ja   | Datei hochladen | Kath. Filialkirche hl. Ägidius und ehem. Friedhof HERIS-ID: 52635 Objekt-ID: 59952                                      | bei St. Ägydiweg 3 Standort KG: Thalheim               | Der einfache gotische Langbau aus dem 14. Jahrhundert mit 3/8-Schluss, abgewalmtem Satteldach und Dachreiter beherbergte einen barocken Hochaltar aus dem Jahr 1678, der 1960 nach Weißkirchen verlegt wurde. Heute besteht nur noch eine einfache gemauerte Mensa. | BDA-Hist.: Q38053043 Status: § 2a Stand der BDA-Liste: 2025-06-30 Name: Kath. Filialkirche hl. Ägidius und ehem. Friedhof GstNr.: .14, 331/1 Friedhof Thalheim bei Wels (Filialkirche St. Ägidius)                 |
| ja   | Datei hochladen | Traunbrücke HERIS-ID: 98274 Objekt-ID: 114174                                                                           | Standort KG: Thalheim                                  | Die Traunbrücke wurde 1901 durch die Brückenbauanstalt Ignaz Gridl aus Wien als Stahltragwerk mit zwei großen Bögen und Fachwerk aus Vertikalstäben in einfachen secessionistischen Formen errichtet. Getragen wird die Brücke von durch mit Granitsteinquader verkleideten Brückenköpfen und mächtigen Mittelpfeilern. Sie verbindet die Gemeindegebiete von Thalheim und Wels.                                                      | BDA-Hist.: Q37771766 Status: § 2a Stand der BDA-Liste: 2025-06-30 Name: Traunbrücke GstNr.: 387/2 Traunbrücke Wels - Thalheim                                                                                      |